# Cratere Kramers
Kramers è un cratere lunare di 61,59 km situato nella parte nord-orientale della faccia nascosta della Luna.
Il cratere è dedicato al fisico olandese Hendrik Anthony Kramers.

## Crateri correlati
Alcuni crateri minori situati in prossimità di Kramers sono convenzionalmente identificati, sulle mappe lunari, attraverso una lettera associata al nome.
| Kramers | Coordinate             | Diametro (in km) |
| ------- | ---------------------- | ---------------- |
| C       | 54°39′36″N 126°06′36″W | 59,64            |
| M       | 50°12′N 127°21′W       | 31,9             |
| S       | 52°33′00″N 132°37′12″W | 26,53            |
| U       | 53°54′00″N 133°01′48″W | 38,58            |